# Resolució 115 del Consell de Seguretat de les Nacions Unides
La Resolució 115 del Consell de Seguretat de les Nacions Unides, aprovada el 20 de juny de 1956 després d'examinar l'aplicació del Regne del Marroc per a ser membre de les Nacions Unides, el Consell va recomanar a l'Assemblea general que el Marroc fos admès.